# Monumento al Soldato Liberatore
Il monumento al Soldato Liberatore (in ucraino Пам'ятник Воїну-визволителю?, Pam"jatnyk Voïnu-vyzvolytelju; in russo Памятник Воину-освободителю?, Pamjatnik Voinu-osvoboditelju), comunemente chiamato "Pavluša" (in ucraino Павлуша?, in russo Павлуша?) è un grande monumento situato in Charkiv dedicato alle truppe sovietiche che liberarono la città dall'occupazione tedesca nel 1943.
Il monumento si trova di fronte alla stazione della metropolitana 23 Serpnja. È stato eretto nel 1981. Gli scultori sono Jakiv Ryk e Igor Jastrebov, mentre gli architetti sono Anatolij Maksymenko, Erik Čerkasov e Ė. Svjatčenko. Il fulcro del momenumento è una grande statua di un soldato dell'Armata Rossa con una carabina sollevata in alto nella mano destra. La statua è fiancheggiata da due pezzi di artiglieria e pareti con repliche dell'Ordine della Vittoria e dell'Ordine della Guerra Patriottica.
Nel 2009 il monumento aveva bisogno di riparazioni e manutenzione, le quali vennero pagate con il denaro raccolto dai leader di partito locali e regionali. La riparazione e la pulizia del solo piedistallo costarono oltre 60.000 grivna. Il progetto è stato completato entro sei mesi, in tempo per il 9 maggio, la Giornata della vittoria, del 2010. Ulteriore pulizia e restauro sono stati effettuati nel 2012.
Gli abitanti della città chiamano il monumento "Pavluša" (per analogia con il monumento bulgaro "Alëša" a Plovdiv), o semplicemente "Il soldato". È un luogo d'incontro molto popolare.
Nel 2013, la Banca Nazionale dell'Ucraina ha emesso una moneta commemorativa "Liberazione di Charkiv dagli invasori fascisti" come parte della serie Vittoria nella Grande Guerra Patriottica del 1941-1945, che mostra la statua su una faccia.